# Đảng Dân chủ Nhân dân Afghanistan
Đảng Dân chủ Nhân dân Afghanistan (tiếng Ba Tư: حزب دموکراتيک خلق افغانستان, Hezb-e dimūkrātĩk-e khalq-e Afghānistān, tiếng Pashtun: د افغانستان د خلق دموکراټیک ګوند, Da Afghanistān da khalq dimukrātīk gund; viết tắt PDPA) là một đảng chính trị được thành lập vào ngày 1 tháng 1 năm 1965. Trong khi một thiểu số, đảng này đã giúp cựu thủ tướng Afghanistan, Mohammed Daoud Khan, lật đổ Quốc vương Mohammed Zahir Shah vào năm 1973, và thành lập Cộng hòa Afghanistan. Daoud cuối cùng sẽ trở thành một đối thủ mạnh của đảng, sa thải các chính trị gia PDPA từ các công việc cấp cao trong nội các chính phủ. Điều này sẽ dẫn đến mối quan hệ không thoải mái với Liên Xô.
Năm 1973, Parcham đã phái Muhammad Daoud Khan lật đổ chế độ quân chủ của Muhammad Zahir Shah và thành lập Cộng hòa. Năm 1977, Daoud đã cấm Parcham và phe phái Khalq. Vào giữa năm đó, dưới sự kết hợp của Liên Xô, phe Khalq và Parcham đã được thống nhất. Vào tháng 4 năm 1978, Đảng Dân chủ Cộng hòa Nhân dân Afghanistan đã dựa vào một số sĩ quan quân đội trẻ tuổi để phát động một cuộc đảo chính quân sự, lật đổ chế độ Dawud Khan và thiết lập một chế độ xã hội chủ nghĩa. Sự cố này được gọi là "Cách mạng tháng Tư".
Vào tháng 9 năm 1979, Hafizola Amin và Talaki, những người lãnh đạo Khalq, đã sa thải và giết chết họ. Sau khi Amin lên nắm quyền, quan hệ với Liên Xô xấu đi. Vào tháng 12 cùng năm, Liên Xô bất ngờ phái quân vào Afghanistan, lật đổ chế độ Amin và xử tử họ để hỗ trợ nhà lãnh đạo Parcham Karl Mayer. Sự cố này đã trở thành khởi đầu của cuộc chiến Xô-Afghanistan.
Năm 1978, PDPA, với sự giúp đỡ của Quân đội Quốc gia Afghanistan, đã giành được quyền lực từ Daoud trong cuộc cách mạng được gọi là Cách mạng Saur. Trước khi chính phủ dân sự được thành lập, đại tá Không quân Quân đội Afghanistan Abdul Qadir là người cai trị chính thức của Afghanistan trong ba ngày, bắt đầu từ ngày 27 tháng 4 năm 1978. Qadir cuối cùng đã được thay thế bởi Nur Muhammad Taraki. Sau Cách mạng Saur, PDPA đã thành lập Cộng hòa Dân chủ Afghanistan tồn tại đến năm 1987. Sau các cuộc đàm phán Hòa giải Quốc gia năm 1987, tên chính thức của đất nước được đặt lại cho Cộng hòa Afghanistan (như đã biết trước cuộc đảo chính PDPA năm 1978).
Trong phần lớn thời gian tồn tại của nó, nhóm bị chia rẽ giữa phe phái cứng rắn 'Khalq' và 'Parcham' vừa phải.
Năm 1986, do phản ứng yếu kém của chế độ KARLIER trước tình hình trong nước xấu đi, dưới sự sắp xếp của Liên Xô, Muhammad Najibullah, người cũng thuộc về Parcham, đã thay thế Carmel trở thành lãnh đạo cao nhất của Afghanistan. Sau khi Najibullah lên nắm quyền, phe phe Khalq và Parcham vẫn chiến đấu.
Dưới sự lãnh đạo của Najibullah vào năm 1990, tên của đảng được đổi thành Đảng Quê hương (حزب وطن, Hezb-e Watan). Nền cộng hòa tồn tại cho đến năm 1992 khi phiến quân mujahideen tiếp quản. PDPA đã giải thể, với một số quan chức gia nhập chính phủ mới, một số dân quân tham gia, trong khi những người khác bỏ hoang. Những người theo thuyết Najibist đã khởi động lại Hezb-e Watan vào năm 2004 và một lần nữa vào năm 2017.
Vào tháng 3 năm 1992, Jihad Hồi giáo tấn công Kabul, chế độ do đảng này lãnh đạo đã hoàn toàn tan rã, và đảng này cũng suy tàn.

## Bộ máy Trung ương

### Tổng Bí thư, Bộ Chính trị và Ban Thư ký
Bộ Chính trị và Ban Thư ký đã được bầu bởi một hội nghị của Ủy ban Trung ương, chính xác như cách nó đã được thực hiện trong Đảng Cộng sản Liên Xô (CPSU). Như trong CPSU, Bộ Chính trị là cơ quan hành pháp và lập pháp chính của PDPA khi đại hội, hội nghị cũng như Ủy ban Trung ương họp. Tất cả các quyết định của Bộ Chính trị đã được Ban Bí thư, một cơ quan đồng thời thực hiện trong phiên họp với Bộ Chính trị.
Trong suốt sự tồn tại của nó, cơ thể thường có từ 7 đến 9 thành viên. Trong thời kỳ cai trị của Taraki, 10 thành viên đã giữ ghế trong Bộ Chính trị PDPA, điều này đã bị Amin giảm xuống còn bảy người (chỉ có bốn thành viên từ thời Taraki được giữ lại dưới thời Amin), và Karmal đã tăng lên 9 người. 6 thành viên từ thời Amin bị xử tử hoặc biến mất, và Karmal đã biến Bộ Chính trị thành một cơ quan thống trị Parcham. Trước hậu quả của Cách mạng Saur, có "gần như một sự cân bằng" giữa Khalqist và Parchamites trong cơ thể, nhưng đại diện của Khalqist liên tục tăng lên khi chúng hình thành đa số dưới thời Amin. Bộ Chính trị có một thành viên nữ trong suốt quá trình tồn tại;Tỷ lệ Anahita. Không giống như các hoạt động của Liên Xô, PDPA không công bố danh sách các thành viên Bộ Chính trị theo cấp bậc, mà thay vào đó theo thứ tự bảng chữ cái. Tuy nhiên, có một ngoại lệ, và nó đã được xuất bản trong cuốn Cẩm nang dành cho các nhà hoạt động Đảng của Đảng Dân chủ Nhân dân Afghanistan (xuất bản sau Phiên họp toàn thể lần thứ sáu của Ủy ban Trung ương 1 vào tháng 6 năm 1981).
- Nur Muhammad Taraki, 1965-1979
- Hafizullah Amin, 1979
- Babrak Karmal, 1979-1986
- Mohammad Najibullah, 1986-1992

### Các cơ quan cấp dưới
Ủy ban Trung ương PDPA đã có một số ủy ban chuyên môn xử lý các công việc hàng ngày. Ví dụ, đảng này có Ủy ban Quan hệ Quốc tế, chịu trách nhiệm về mối quan hệ của PDPA với các bên khác, Ủy ban Tổ chức, chịu trách nhiệm về các cuộc hẹn nhân sự trên toàn quốc, và Ủy ban Quốc phòng và Tư pháp, chịu trách nhiệm về chính sách quân sự.

## Các tổ chức cấp dưới
Từ năm 1982 trở đi, PDPA đã trải qua một sự mở rộng tổ chức ở nông thôn. Ví dụ, vào năm 1982, đã tồn tại 144 ủy ban đảng cấp huyện và cấp huyện, đến giữa năm 1984, nó đã tăng lên 205. Trong số năm mươi lăm huyện biên giới của Afghanistan, mười lăm trong số họ thiếu một tổ chức đảng chính (PPO), mười chín người khác chỉ có một PPO ở mỗi quận, và trong hai mươi mốt còn lại, đảng, trong khi được tổ chức tốt hơn, vẫn không hiệu quả. Mặc dù vậy, trong giai đoạn 1982 đến 1987, PDPA đã chứng kiến sự phát triển của tổ chức; chứng kiến sự tăng trưởng của PPO từ 443 đến 1.31.Tuy nhiên, vấn đề chính mà đảng phải đối mặt là nó không được tổ chức ở những ngôi làng nhỏ rải rác Afghanistan; trong số khoảng 25.000 ngôi làng tồn tại ở Afghanistan, bữa tiệc được tổ chức với khoảng 2.000 người. Một vấn đề nan giải khác là lãnh đạo đảng trung ương ít liên lạc với các tổ chức cấp thấp hơn ở các tỉnh hoặc, nói chung, với người dân. Năm 1987, dưới thời cai trị của Najibullah, các bí thư đảng ủy cấp thôn được bổ nhiệm vào Ủy ban Trung ương trong nỗ lực tăng cường liên lạc giữa các địa phương. Đồng thời, sự gia tăng gấp ba lần số lượt truy cập của nhân viên trung ương tới các tỉnh đã xảy ra, trong một nỗ lực khác nhằm tăng cường liên lạc của đảng với cấp thấp hơn và không phải là thành viên của PDPA.[56]
Một vấn đề lớn trong toàn bộ quy tắc của PDPA là phần lớn cán bộ cấp trung cư ở Kabul, thay vì những nơi họ chịu trách nhiệm. Trong số 10.000 cán bộ cấp trung vào giữa những năm 1980, 5.000 người trong số họ cư trú tại Kabul. Chẳng hạn, trong giai đoạn 1982, ông8383, thống đốc tỉnh Faryab chỉ đến thăm tỉnh này trong những tháng mùa đông, vì người Hồi giáo đã rút quân khỏi khu vực trong những tháng đó. Một vấn đề khác, ở tỉnh Faryab, PDPA không hoạt động và phần lớn người dân địa phương tin rằng Mohammad Daoud Khan, tổng thống mà cộng sản lật đổ năm 1978, vẫn đang cai trị đất nước.Một trường hợp khác, đó là tỉnh Nangrahar (trong đó chính phủ hoàn toàn kiểm soát) đối mặt với một vấn đề tương tự; tổ chức đảng nằm im lìm. Để giải quyết vấn đề này, PDPA đã tìm cách cải thiện giáo dục cán bộ bằng cách đăng ký họ vào các tổ chức giáo dục trong PDPA, các trường đại học công lập hoặc cho họ cơ hội giáo dục ở Khối Đông hoặc Liên Xô. Viện Khoa học Xã hội của PDPA có sức chứa 2.500 sinh viên, và đến cuối những năm 1980, nó đã cấp bằng cho hơn 10.000 cá nhân.Mặc dù vậy, vấn đề chính mà đảng phải đối mặt là các điều kiện không an toàn mà các đảng viên phải phục vụ ở nông thôn phải đối mặt; chẳng hạn, khi Ủy ban tỉnh Ghazni triệu tập một cuộc họp, những người tham gia phải đợi ba tháng để về nhà (chờ một cột bọc thép và một máy bay trực thăng).

### Tư cách thành viên
PDPA có 5.000 đến 7.000 thành viên khi nắm quyền. Tuy nhiên, tác giả Bruce Amstutz tin rằng thành viên PDPA có thể đứng ở mức khoảng 6.000 khi Karmal nắm quyền. Hơn một năm sau, số thành viên được ước tính đứng trong khoảng từ 10.000 đến 15.000. Đến năm 1984, đảng này có từ 20.000 đến 40.000 thành viên (con số này bao gồm cả thành viên bình thường và tập sự), do kết quả của việc thúc đẩy thành viên trong các tổ chức chính phủ, doanh nghiệp nhà nước và quân đội. Tuy nhiên, tại Hội nghị PDPA lần thứ nhất, Karmal tuyên bố rằng đảng có 62.820 thành viên tập sự và tập sự; con số này đã được phóng đại.Hội nghị đã báo cáo sự tăng trưởng của 21.700 thành viên kể từ tháng 8 năm 1981. Từ đó cho đến khi một cuộc họp đảng năm 1983, các quan chức đảng hàng đầu tuyên bố đảng này có từ 63.000 đến 70.000 thành viên. Một nửa số thành viên năm 1982, thuộc lực lượng vũ trang (do Khalqists thống trị). Vào tháng 8 năm 1982, Karmal đã cáo buộc rằng PDPA có 20.000 thành viên trong quân đội và nói rằng "tổ chức đảng quân đội là bộ phận lớn nhất của PDPA". Đầu năm đó, vào tháng 3, các nguồn của Liên Xô đã tuyên bố rằng sự tập trung lớn nhất của các thành viên PDPA đã được tìm thấy trong Viện Bách khoa Kabul (với khoảng 600 thành viên) và tại Đại học Kabul (với ước tính 1.000 thành viên). Năm 1983, Karmal tuyên bố rằng số thành viên của đảng đã tăng 35% lên 90.000, năm sau đó, họ đã tăng 33% lên 120.000 thành viên.
Mặc dù số lượng thành viên tăng lên đã khiến PDPA trông mạnh mẽ hơn thực tế, nhưng sự gia tăng này diễn ra đồng thời với sự gia tăng sự vô kỷ luật giữa các thành viên (đa số tham gia vì chủ nghĩa cơ hội chia sẻ). Trước cuộc đảo chính năm 1973 do Mohammad Daoud Khan lãnh đạo, đại đa số thành viên đều có "sinh viên tốt nghiệp cao đẳng hoặc cao đẳng", với nhiều người trong số họ là sinh viên hoặc làm việc trong khu vực công. Sau cuộc đảo chính năm 1973, Khalqist bắt đầu tuyển mộ các thành viên trong Quân đoàn Sĩ quan, được chứng minh là thành công khi tiếp quản năm 1978.Tuy nhiên, sau hậu quả của cuộc đảo chính, tư cách thành viên giảm đáng kể (có lẽ là do các chính sách độc đoán ngày càng tăng của chính phủ). Đến năm 1979, chỉ những kẻ cơ hội trắng trợn nhất mới sẵn sàng tham gia đảng; Bữa tiệc diễn ra vào lúc nadir. Sau khi có sự can thiệp của Liên Xô, Liên Xô đã buộc PDPA phải tuyển thêm thành viên; vào năm 1981, thời gian thử việc cho một thành viên mới đã giảm từ một năm xuống còn sáu tháng và để tham gia một người cần ít nhà tài trợ đảng hơn. Ổ đĩa tuyển dụng 1981-83 tăng thành viên đảng; phần lớn các thành viên mới làm việc trong các doanh nghiệp nhà nước, quân đội. Vấn đề chính là hầu hết những tân binh này là "mù chữ chức năng", trong thực tế đã dẫn đến sự suy giảm chất lượng của các đảng viên. Vào tháng 4 năm 1981, 253030 phần trăm thành viên là "công nhân, nông dân, binh lính và các lò nướng khác", con số này tăng lên 38% (cả hai thành viên bình thường và tập sự) vào năm 1982 và năm 1983, theo Karmal, 28,4 là thành viên bình thường.